# Фотіна Тетяна Іванівна
Фотіна Тетяна Іванівна (30 березня 1956, м. Харків) — завідувач кафедри ветсанекспертизи, мікробіології, зоогігієни та безпеки якості продуктів тваринництва Сумського національного аграрного університету, доктор ветеринарних наук, професор, Почесний професор Варшавського університету природничих наук (2006), Вірменського державного аграрного університету (2010), Таджицького аграрного університету ім. Шириншох Шотемура (2011)

## Біографія
- З 1964 по 1973 роки навчалась в середній школі № 88 м. Харкова. В 1973 вступила, а в 1978 році закінчила з відзнакою факультет ветеринарної медицини Харківського зооветеринарного інституту.
- 1978—1980 — лікар ветеринарної медицини дослідного господарства «Борки» Зміївського району Харківської області;
- 1980—1986 — лікар — бактеріолог лабораторії профілактики хвороб птиці Інституту птахівництва УААН;
- 1986—1988 — молодший співробітник лабораторії профілактики хвороб птиці інституту птахівництва УААН;
- 1988—1996 — доцент кафедри паразитології та епізоотологі Сумського національного аграрного університету;
- 1996—2004 — доцент кафедри вірусології, патанатомії та ветсанекспертизи;
- 2000—2001 — комерційний директор Сумської державної біологічної фабрики за сумісництвом;
- 2004—2005 — професор кафедри вірусології, патанатомії та ветсанекспертизи Сумського національного аграрного університету;
- 2005—2007 — перший проректор Сумського НАУ та завідувачка кафедри ветсанекспертизи, мікробіології та зоогігієни, за сумісництвом;
- 2007—2012 — проректор з наукової роботи Сумського НАУ та завідувач кафедрою ветсанекспертизи, мікробіології, зоогігієни та безпеки і якості продуктів тваринництва, за сумісництвом.
- 2012 і по теперішній час завідувач кафедрою ветсанекспертизи, мікробіології, зоогігієни та безпеки і якості продуктів тваринництва (з 2012 по 2014 рік працювала за сумісництвом науковим співробітником Інституту тваринництва НААН).

## Наукова діяльність
У 1984 році захистила кандидатську дисертацію на засіданні спеціалізованої вченої ради Ленінградського ветеринарного інституту за спеціальністю 16.00.03 — ветеринарна мікробіологія, вірусологія, епізоотологія, імунологія та мікологія.
У 2003 році захистила докторську дисертацію на засіданні спеціалізованої вченої ради при Інституті експериментальної і клінічної ветеринарної медицини УААН, м. Харків за спеціальністю 16.00.03 — ветеринарна вірусологія і мікробіологія.
Має 515 наукових публікацій, в тому числі з яких 23 підручники і навчальних посібники, 49 методичних рекомендацій (них 35 науково-виробничих), 35 авторських свідоцтв та патентів на винахід України, 1 національний стандарт та 4 ТУ. 80 наукових робіт опубліковано у зарубіжних виданнях (25 англійською мовою).
Під її керівництвом захищено 15 кандидатських та 4 докторських дисертації.
Віце-президент Українського відділення ВНАП, член Української асоціації з питань біозахисту та біобезпеки, член Президії науково-технічної Ради Головного управління агропромислового розвитку Сумської облдержадміністрації, член Науково-методичної ради Державної ветеринарної та фітосанітарної служби України, член Державної фармакологічної комісії України секції: «Ветеринарні імунобіологічні препарати».
Голова Спеціалізованої вченої ради із захисту дисертацій на здобуття наукового ступеня доктора наук за спеціальностями: 16.00.03 (ветеринарна мікробіологія, епізоотологія, інфекційні хвороби та імунологія), 16.00.09 (ветеринарно-санітарна експертиза) та 16.00.06 (гігієна тварин та ветеринарна санітарія) при Сумському національному аграрному університеті Міністерства освіти і науки України та Державному науково-контрольному інституті біотехнології і штамів мікроорганізмів.
Науковий експерт секції «Агропромисловий комплекс, лісове і садово-паркове господарство, ветеринарія» Міністерства освіти і науки України.
Член редакційної ради наукового журналу «Вісник Сумського НАУ» та член редакційної ради журналу «Тваринництво. Ветеринарія».

## Нагороди
- Відмінник освіти України (2006)
- Відзнака «За заслуги в розвитку ветеринарної медицини України» — Ветеран ветеринарної медицини України (2011)
- Заслужений працівник ветеринарної медицини (2013)